# 坂本三郎
坂本 三郎（さかもと さぶろう、1935年〈昭和10年〉5月22日 - 1996年〈平成8年〉2月23日）は、日本の男性漫画家、アニメーター。

## 生涯
東京生まれで、三人兄弟の三男。1954年6月に福井英一が死去した後、『漫画少年』9月号の追悼特集に「思い出の訪問記」と題した漫画形式の回想を寄稿している。同年、藤子不二雄や寺田ヒロオとともに新漫画党を結成。トキワ荘などの漫画家仲間からは絵の上手さで一目おかれる存在だったが、編集者にケチをつけられたことから漫画家を引退しアニメーターに転身。
日本サンライズ（現・サンライズ）の『伝説巨神イデオン』や『聖戦士ダンバイン』などで作画監督などを務める。一連の富野由悠季監督作品では『イデオン』『戦闘メカ ザブングル』『ダンバイン』と3作続けて最終話の作画監督を担当した。
1996年2月23日に死去。満60歳没。作画監督としては『少年アシベ2』の第25話（最終話）Bパート「さよならイエティ」が本人の遺作となった。

## 作品歴
- 『男一匹ガキ大将』(1969年〜1970年)作画監督
- 『ゼロテスター』(1973年〜1974年)作画監督
- 『宇宙戦艦ヤマト』(1974年〜1975年)作画監督
- 『勇者ライディーン』(1975年〜1976年)作画監督
- 『超電磁ロボ コン・バトラーV』(1976年〜1977年)作画監督
- 『超電磁マシーン ボルテスV』(1977年〜1978年)作画監督
- 『闘将ダイモス』(1978年〜1979年)作画監督
- 『未来ロボ ダルタニアス』(1979年〜1980年)作画監督
- 『銀河鉄道999』(1979年)作画監督
- 『サイボーグ009』(1979年〜1980年)作画監督
- 『伝説巨神イデオン』(1980年〜1981年)作画監督
- 『最強ロボ ダイオージャ』(1981年〜1982年)作画監督
- 『戦闘メカ ザブングル』(1982年〜1983年)作画監督
- 『聖戦士ダンバイン』(1983年〜1984年)作画監督
- 『重戦機エルガイム』(1984年〜1985年)作画監督
- 『ダーティペア』(1985年)原画
- 『アリオン』(1986年)原画
- 『機甲戦記ドラグナー』(1987年〜1988年)原画
- 『バツ&テリー』(1987年)原画
- 『鎧伝サムライトルーパー』(1988年〜1989年)原画
- 『ちびまる子ちゃん』(1990年〜)作画監督
- 『少年アシベ2』(1992年〜1993年)作画監督　※遺作